# Ponte Branca
Ponte Branca este un oraș în Mato Grosso (MT), Brazilia.